# The Finals
The Finals (estilizado THE FINALS) é um jogo de tiro em primeira pessoa gratuito, desenvolvido e publicado pela Embark Studios, subsidiária da Nexon. O jogo se concentra em partidas baseadas em equipes em mapas com um ambiente destrutível, onde os jogadores são encorajados a usar o ambiente dinâmico a seu favor.

## Jogabilidade

Em The Finals, as equipes de jogadores devem competir entre si enquanto participam de um game show de combater fictício em realidade virtual.

The Finals gira em torno de jogadores competindo no game show de combate fictício de realidade virtual. Isso se reflete nas multidões holográficas que são vistas durante o jogo, bem como nos comentários fornecidos pelo jogo na forma dos dois anfitriões das finais fazendo observações sobre o status de uma determinada equipe ou do próprio jogo. A desenvolvedora Embark Studios afirmou que o jogo é parcialmente inspirado em Jogos Vorazes e Gladiador (2000).
A maioria dos modos de jogo apresenta 2, 3 ou 4 equipes, cada uma competindo entre si em uma competição free-for-all. Os jogadores escolhem seus personagens com base em uma construção Leve, Média ou Pesada, com o modelo do personagem mudando para refletir isso.  Cada build tem acesso a um arsenal único de especializações, armas e dispositivos. Cada um deles também tem uma velocidade de movimento e saúde diferentes. As construções leves são mais rápidas e menores, mas têm a saúde mais baixa do jogo. As construções médias são uma classe de soldado tradicional, com velocidade, tamanho e durabilidade medianos. Construções pesadas são a maior e mais durável classe, mas têm a velocidade de movimento mais lenta.
Cada construção tem acesso a diferentes equipamentos e habilidades, equilibrando o jogo. A construção Light recebe habilidades relacionadas à velocidade e movimento, que são o Dispositivo de Camuflagem, o Avanço Evasivo ou o Gancho. Os dispositivos exclusivos da construção Light também os ajudam a fugir e se esconder, tornando-os uma opção viável, apesar de sua baixa saúde. A construção Média apresenta vários itens de suporte, incluindo o Feixe de Cura, o Desfibrilador (para reviver companheiros de equipe com as mãos livres) e a Torre Guardiã. A construção Heavy recebe poderosas ferramentas destrutivas, como a Marreta, RPG-7 e C4, bem como medidas de proteção como Barricadas ou escudos de Malha e/ou Domo.
A mecânica do jogo incentiva a jogabilidade emergente por meio das muitas variáveis livres presentes. Isso inclui o terreno altamente modificável pelo jogador (destruição e construção limitada), condições climáticas variadas e hora do dia (que mudam entre as partidas) e composições de equipe. As arenas contêm muitos itens que podem ser pegos e jogados pelo jogador, incluindo, mas não se limitando a vasos de plantas, cadeiras e mesas. Diferentes tipos de latas "elementais" também podem ser encontradas colocadas ao redor da arena e suspensas em caixas flutuantes. Algumas dessas latas podem explodir e danificar o meio ambiente. Edifícios inteiros são destrutíveis se os suportes corretos forem direcionados. O jogo permite uma construção limitada, embora isso assuma a forma de estruturas temporárias (como barreiras atrás das quais o jogador pode se abrigar), bem como através do uso da Goo Gun e da Goo Grenade, que criam uma barreira sólida, embora destrutível, que tem a aparência de isolamento de espuma.
Os jogadores que são mortos são transformados em estátuas que seus companheiros de equipe podem carregar e interagir para revivê-los. Leva cinco segundos para reviver um jogador, no entanto, a construção Média pode usar um desfibrilador em uma estátua para reviver um companheiro de equipe com as mãos livres, o que leva três segundos. Se passar tempo suficiente, um jogador pode optar por reaparecer sozinho, embora isso consuma o chamado "Token de Respawn". Em jogos rápidos, os jogadores podem reaparecer um número ilimitado de vezes, enquanto nos modos de jogo Torneio, os jogadores têm uma quantidade limitada de Tokens de Respawn.

## Modos de jogo

### Saques
Em Cashout, quatro equipes, cada uma com três jogadores um contra o outro, completam objetivos que consistem em abrir cofres e transportá-los para uma "estação de saque". Depois de trazer o cofre para a estação, a equipe que o depositou ganha instantaneamente 20% de seu valor, então deve defender o ponto até que o cronômetro de saque expire para ganhar os 80% restantes. Outras equipes podem "roubar" o saque em andamento se ele for deixado desprotegido, reivindicando a propriedade do ponto e do pagamento potencial restante. Cada cofre que aparece no mapa é mais valioso que o anterior, variando de US$ 10.000 a US$ 22.000, permitindo que as equipes na parte inferior do placar ultrapassem o primeiro lugar se reivindicarem dinheiro suficiente no final de uma rodada. Vários cofres podem ser trazidos para uma única estação de saque, combinando seus pagamentos em um cronômetro. Bônus em dinheiro adicional pode ser ganho matando jogadores inimigos ou sendo o primeiro time a chegar a um novo cofre. Os jogadores têm créditos de respawn limitados e as equipes perdem 15% de seu dinheiro total se todos os membros da equipe morrerem ao mesmo tempo no Torneio de Saque Ranqueado.
Aspectos desses objetivos se inspiram nos tipos tradicionais de jogo de captura da bandeira e rei da colina, exigindo que as equipes tenham o controle da área para realizar a ação desejada.
As rodadas duram 9 minutos, com a capacidade de adicionar uma "prorrogação" de 1 minuto se um cofre for depositado em uma estação de saque vazia nos últimos 60 segundos da rodada. Os jogadores não podem mudar seu competidor após o início da rodada, mas podem trocar itens de seu equipamento reserva após a morte. Os jogadores mantêm seus loadouts quando revividos por seus companheiros de equipe, portanto, trocar itens da reserva pode exigir que os jogadores usem seus tokens de respawn, a menos que toda a equipe seja eliminada.

#### Dinheiro rápido
Nesta variação do modo de jogo Cashout três equipes de três competem entre si. O vencedor final da rodada é o primeiro time a completar dois saques (US$ 20.000, cada saque vale US$ 10.000). Outras métricas baseadas em mortes, assistências, mortes e objetivos são rastreadas e mostradas aos jogadores no final do jogo. Os jogadores ganham moeda do jogo, conhecida como VRs, eliminando jogadores, completando objetivos e outras manobras de combate.

### Bank It (removido indefinidamente)
Um segundo modo de jogo, Bank It, concentra-se mais no combate jogador contra jogador e no jogo individual. Espalhados pelo mapa estão vários caches cheios de moedas, que quatro equipes de três competem para coletar, 3v3v3v3. A moeda é mantida pelos jogadores em sua pessoa, mas é descartada após sua morte. Além disso, sempre que um jogador é eliminado, ele deixa cair moeda adicional, mesmo que não tenha nenhuma de outra forma. Essa moeda pode ser entregue em depósitos temporários que aparecem no mapa periodicamente, forçando as equipes a se reunirem ocasionalmente no mesmo lugar para "depositar" suas moedas. A primeira equipe a acumular $ 40.000 em moedas vence.

#### Solo Bank It (modo de jogo temporário)
O Bank It também tinha um modo de jogo temporário "solo", onde doze jogadores competem individualmente em um formato free-for-all, em vez de em equipes.

### Mudança de poder
Adicionado na 2ª temporada, Power Shift é um modo 5v5 "King of the Hill" onde as equipes lutam pelo controle de uma plataforma flutuante que se move continuamente pelo mapa, com ambas as equipes tentando empurrar a plataforma em direções opostas. O jogo terminará após um período de tempo ou se uma equipe chegar a uma distância suficiente para chegar ao final de seu lado do caminho. Ao contrário da maioria dos modos de jogo, o Power Shift permite que os jogadores mudem não apenas seus equipamentos, mas também seus competidores durante a partida.

### Ataque Terminal
Terminal Attack era inicialmente um modo de jogo de evento por tempo limitado, lançado em 2 de maio de 2024. Este modo de jogo estava programado para terminar em 22 de maio de 2024. No Terminal Attack, dez jogadores são divididos em dois grupos de cinco – Atacantes e Defensores. Os invasores têm tempo limitado para violar a inserção de uma chave de descriptografia em um dos dois terminais disponíveis na arena. Enquanto isso, os Defensores devem criar estratégias e coordenar sua defesa para impedir que os Atacantes atinjam seu objetivo. As equipes trocam de lado após três rodadas no formato melhor de 7. Neste modo de jogo, os jogadores não podem reaparecer ou curar a si mesmos, e os personagens médios não podem usar seu Feixe de Cura ou Desfibrilador, o que significa que cada competidor tem apenas uma vida por rodada, capaz de regenerar apenas uma pequena parte de sua saúde enquanto estiver fora de combate. Além disso, itens como granadas ou armadilhas têm cargas limitadas e só são renovados no início de cada rodada. O dano causado à arena é persistente durante toda a partida. O Terminal Attack é semelhante aos modos padrão em Valorant e Counter-Strike.
Em 22 de maio de 2024, a Embark anunciou que o Terminal Attack se tornará um modo de jogo permanente devido à popularidade maior do que o esperado. Em 7 de junho de 2024, foi anunciado que na 3ª temporada de The Finals, o Terminal Attack substituiria o Cashout Tournament como o principal modo ranqueado. De acordo com a Embark, isso foi para dar aos desenvolvedores tempo para equilibrar o Cashout sem afetar as tabelas de classificação. Em 26 de setembro de 2024, em parte devido à reação acalorada da base de fãs, o Cashout Tournament foi reintegrado como o principal modo de jogo ranqueado, com o Terminal Attack sendo relegado a um modo de jogo rápido.

### Torneios Ranqueados
Os torneios apresentam uma versão modificada do modo de jogo Cashout, ocorrendo em rodadas consecutivas com uma chave de 8 equipes (24 jogadores). Nas duas primeiras rodadas, quatro equipes competem em cada jogo, com as duas melhores equipes avançando. Na rodada final, as duas melhores equipes se enfrentam nas regras do Quick Cash para determinar um vencedor. Há um total de três rodadas nos Torneios Ranqueados, e os jogadores só podem trocar itens de sua reserva entre as rodadas. À medida que os jogadores participam de torneios, eles aumentam sua classificação em várias ligas, variando de Bronze a Diamante. Os jogadores ganham ou perdem qualquer quantidade de pontos de classificação, dependendo da habilidade combinada das equipes inimigas e do resultado esperado da partida. Originalmente, as Finais apresentavam torneios ranqueados e não ranqueados, mas a variação não classificada foi removida na 2ª temporada. Na 3ª temporada, o torneio ranqueado Cashout foi temporariamente substituído pelo World Tour para permitir que os desenvolvedores experimentassem mudanças de balanceamento, antes de ser reintroduzido junto com um World Tour atualizado na próxima temporada.

### Turnê Mundial
Lançado em 13 de junho de 2024, com a 3ª temporada, o World Tour consiste em torneios de saque rotativos semanais com variações ocasionais das regras ranqueadas padrão. O dinheiro total de um jogador ganho no modo de jogo World Tour permite que ele avance sua insígnia do World Tour, além de colocá-lo em uma tabela de classificação global.  Ao contrário do modo ranqueado, os jogadores não podem perder pontos ganhos para o emblema do World Tour e são recompensados apenas pela distância que chegam em cada torneio, não pela habilidade de seus oponentes. Embora o World Tour apresente o mesmo formato dos Torneios Ranqueados, com 4 equipes de 3 em cada rodada, as regras são um pouco mais relaxadas, permitindo eventos temporários no jogo, como Mega Damage e Low Gravity, além de permitir que os jogadores troquem itens de seu carregamento de reserva entre os respawns.

### Mata-Mata em Equipe
O Team Deathmatch estreou no final da 5ª temporada, sendo um modo de jogo temporário trazido para o jogo pelo grupo de hackers do universo conhecido como "CNS", onde o único objetivo é que uma configuração 5v5 de equipes seja a primeira a ganhar US$ 30.000 (30 eliminações, US$ 1000 por eliminação), vencer a rodada e ser a primeira equipe a vencer 2 rodadas. O modo de jogo retornou no início da 6ª temporada como um modo de jogo rápido permanente para uma enorme recepção positiva pelos fãs, imitando o amor anterior pelo modo durante sua adição temporária. Alguns jogadores criticam o modo por não ser diretamente objetivo, mas sim baseado em eliminação, mas a maioria acha o modo de jogo positivo para o jogo.

## Modos de jogo do evento

### Roube os holofotes
Steal The Spotlight era um modo de jogo de evento por tempo limitado, que era uma variante do Solo Bank It. Este evento durou de 31 de janeiro a 14 de fevereiro de 2024. Em Steal The Spotlight, os competidores jogaram como o Heavy com um loadout predefinido que consistia na Lewis Gun e SA1216 como armas primárias, uma variedade de dispositivos e Charge 'n Slam como sua especialização. Havia também um conjunto exclusivo de cosméticos para este modo de jogo que todos os jogadores equiparam durante a partida. Ao completar certos contratos dentro do Steal The Spotlight, os competidores podem obter os itens cosméticos usados no jogo. Durante a partida, a jogabilidade era a mesma do Solo Bank It normal, exceto que o mapa era sempre Las Vegas e havia torres especiais e sensores a laser perto de todas as estações de saque que adicionavam um novo aspecto de furtividade à partida.

### Armas fumigantes
Smoking Guns era um modo de jogo de evento por tempo limitado, que era uma variante de Cashout. Este evento durou originalmente de 29 de fevereiro a 3 de março de 2024, mas foi estendido para 14 de março. Em Smoking Guns, os competidores escolhem um loadout pré-fabricado para as três construções do jogo que o restringe a equipamentos de estilo ocidental. Cada Build foi capaz de usar as granadas de fragmentação, granadas pirotécnicas e granadas de gás. A luz foi limitada ao Gancho como especialização, A Espada, SH1900 (Espingarda de Cano Serrado) e SR-84 (Rifle de Precisão) para as armas, e Granada de Fumaça e Granada de Falha para os dispositivos específicos de construção. O Médio foi restrito ao Feixe de Cura como a Especialização, R.357 e Modelo 1887 para as armas, e a Tirolesa, Minas Explosivas e Granadas de Gosma para os gadgets específicos de construção. O Heavy foi restrito a Charge 'n Slam para a especialização, The Lewis Gun e The Sledgehammer para as armas, e Pyro Mine e Barricades para gadgets específicos de construção. Havia também um conjunto específico de cosméticos para este modo de jogo que todos os jogadores equiparam durante a partida. Ao completar certos contratos dentro do Smoking Guns, os competidores podem obter os itens cosméticos usados no modo de jogo. Durante a partida, a jogabilidade era a mesma do Saquer normal, exceto que o mapa era sempre Mônaco e havia objetos e decorações de estilo ocidental por todo o mapa.

### Festa de coelho
Bunny Bash era um modo de jogo de evento por tempo limitado, que era uma variante do Power Shift. Este evento durou de 27 de março a 10 de abril de 2024. Em Bunny Bash, os competidores escolhem um loadout pré-fabricado para as três construções do jogo. Esses loadouts promoveram as novas armas introduzidas no jogo no início da 2ª temporada, incluindo o Famas e o KS-23. Semelhante ao evento Smoking Guns, cada Build foi capaz de usar as granadas de fragmentação, granadas pirotécnicas e granadas de gás. Light foi limitado ao Grappling Hook como especialização, e The Sword e The SR-84 (Sniper Rifle) para as armas. O Medium foi restrito ao Healing Beam como a Especialização e o Famas e Model 1887 para as armas. O Heavy foi restrito ao Charge 'n Slam para a especialização, e o KS-23 e o Sledgehammer para as armas. Semelhante a Smoking Guns, havia também um conjunto específico de cosméticos para este modo de jogo na forma de trajes de coelho com tema de Páscoa, que todos os jogadores equiparam durante a partida. Ao completar certos contratos dentro do Bunny Bash, os competidores podem obter os itens cosméticos usados no modo de jogo, além de skins de armas com tema de Páscoa. Durante a partida, a jogabilidade era a mesma do Power Shift normal, exceto que o mapa era sempre SYS$HORIZON e havia objetos e decorações no estilo de Páscoa em todo o mapa.

## Desenvolvimento
The Finals, junto com Arc Raiders, são os dois primeiros títulos da Embark Studios, com sede em Estocolmo. Um produtor observou que a destrutibilidade mudou a maneira como o jogador abordava o jogo, dizendo que "estamos constantemente surpresos com as maneiras novas e inventivas como os jogadores utilizam a liberdade que o jogo concede. Por que abrir uma porta quando você pode usar um lançador de foguetes para abrir um buraco na parede, certo?".
O título foi anunciado em agosto de 2022 para Microsoft Windows, com portas de console posteriormente reveladas para PlayStation 5 e Xbox Series X e Series S. Os betas fechados foram executados no início de 2023, com o primeiro beta fechado durando de 7 a 21 de março de 2023, e o segundo beta fechado ocorrendo entre 14 e 21 de junho. Um beta aberto ocorreu entre 26 de outubro e 5 de novembro.
The Finals foi lançado para Microsoft Windows, Xbox Series X/S e PlayStation 5 em 7 de dezembro de 2023, durante o The Game Awards 2023. The Finals apresenta suporte total para crossplay, permitindo que jogadores em diferentes plataformas joguem juntos. No lançamento, os servidores com baixo desempenho fizeram com que os desenvolvedores colocassem um limite temporário na contagem de jogadores.

## Recepção
De acordo com a IGN, o baixo desempenho e as baixas taxas de quadros representaram um problema durante os primeiros betas fechados do jogo. The Finals também foi criticado pelo uso da I.A. programa de conversão de texto em fala criado pela ElevenLabs para gerar artificialmente as vozes dos personagens, em vez de utilizar dubladores tradicionais.  A Embark Studios respondeu às críticas, dizendo à Axios que a dublagem gerada em The Finals é "baseada em uma mistura de dubladores profissionais e vozes temporárias de funcionários da Emboard".

### Prêmios
| Ano  | Prêmio                      | Categoria                         | Resultado | Ref.          |
| ---- | --------------------------- | --------------------------------- | --------- | ------------- |
| 2024 | 27th Annual D.I.C.E. Awards | Online Game of the Year           | Indicado  | [ 38 ] [ 39 ] |
| 2024 | 27th Annual D.I.C.E. Awards | Outstanding Technical Achievement | Indicado  | [ 38 ] [ 39 ] |
| 2024 | The Steam Awards            | Best Game You Suck At             | Indicado  | [ 40 ]        |